# Éamon de Valera
Éamon de Valera (pronunciado [ˈeːmən dʲɛ ˈvalʲəɾʲə]; nacido como George de Valera; Nueva York, 14 de octubre de 1882–Dublín, 29 de agosto de 1975) fue una de las figuras políticas dominantes de Irlanda en el siglo XX y matemático. Copropietario de The Irish Press, estuvo en cargo público desde 1917 a 1973, ocupando en varias ocasiones los puestos de primer ministro y presidente de Irlanda. Líder importante en la independencia de Irlanda del Reino Unido y en la oposición al Tratado Anglo-Irlandés que desató la guerra civil irlandesa, de Valera fue el autor de la Constitución de Irlanda (Bunreacht na hÉireann).
Fue matemático, profesor y político. Sirvió como jefe del gobierno irlandés en tres ocasiones: como príomh aire, como el segundo presidente del Consejo Ejecutivo (nombre original para el primer ministro) y el primer taoiseach (primer ministro desde 1937). Terminó su carrera política como presidente de Irlanda, cumpliendo dos periodos desde 1959 hasta 1973. Fue también canciller de la Universidad Nacional de Irlanda desde 1922 a 1975.

## Biografía

### Primeros años y familia
De Valera nació en el Nursery and Child's Hospital  de Nueva York en 1882, de madre irlandesa (Catherine Coll, de profesión sirvienta) y de padre español (Juan Vivión de Valera, de profesión escultor) nacido en Cuba en 1853. Otros investigadores han señalado otros posibles lugares de nacimiento de Juan Vivión en España (como Sevilla, según Antonio Rivero Taravillo o las provincias Vascongadas, según Ronan Fanning). Juan Vivión y Catherine se habrían casado en 1881, aunque la investigación de registros civiles y religiosos por diversos genealogistas y, entre otros, por su más reciente biógrafo, Tim Pat Coogan, no ha encontrado pruebas de tal matrimonio. Además, no se encontraron certificados de nacimiento, bautismo, matrimonio o fallecimiento de nadie llamado Juan Vivion de Valera o de Valeros. Esto ha provocado que algunos historiadores crean que De Valera fue hijo ilegítimo.
Hubo ocasiones en las que De Valera consideró seguir la vida religiosa de su medio hermano, Thomas Wheelwright. Al final no lo hizo, y aparentemente hubo poco aliento por parte de los sacerdotes a los que pidió consejo. Mientras que su biógrafo, Tim Pat Coogan, especula sobre la legitimidad como factor en su decisión, ser ilegítimo no habría sido un impedimento para convertirse en un clérigo secular o diocesano, ni como miembro de una orden religiosa.
De todas formas, su familia se traslada a Irlanda cuando tiene dos años. Su madre se casó de nuevo a mediados de 1880 (el padre murió en 1885), pero no va a vivir con ellos, sino que lo llevan con su familia materna al condado de Limerick. Asistió a clases en la escuela nacional de Bruree y a la escuela de los Hermanos Cristianos de Charleville, ambas en Limerick. A la edad de 16, ganó una beca para el Blackrock College en el condado de Dublín.
Siendo un activo estudiante, recibió varias becas y premios y en 1903 fue profesor de matemáticas en el Rockwell College del condado de Tipperary. Se graduó en matemáticas en 1904 en la Universidad Real de Irlanda y luego volvió a Dublín para enseñar en el Beldevere College. En 1906, se aseguró un puesto como profesor de matemáticas en el Carysfort Teacher's Training College para mujeres de Blackrock. Sus solicitudes para profesorado en los colegios de la Universidad Nacional de Irlanda no fructificaron, pero obtuvo un empleo a tiempo parcial en Maynooth, y como lector en varios colegios dublineses.

### Inicios en la política
Llegó a ser un activo gaeilgeoir (entusiasta del idioma irlandés). En 1908 se unió a la Conradh na Gaeilge (Liga Gaélica), donde conoció a Sinéad Flanagan, una profesora cuatro años mayor que De Valera. El 8 de enero de 1910 contrajeron matrimonio en la iglesia de San Pablo de Dublín.
Mientras estuvo involucrado en el renacimiento gaélico, la implicación de De Valera en la revolución política comenzó el 25 de noviembre de 1913 en que él se unió a los Voluntarios Irlandeses (Óglaigh na hÉireann). Ascendió en el escalafón hasta ser elegido como capitán de la compañía de Donnybrook. Los preparativos avanzaron para un levantamiento armado, y fue nombrado comandante del tercer batallón y adjunto de la brigada de Dublín. Hizo el juramento de la Hermandad Republicana Irlandesa gracias a Thomas MacDonagh, que controlaba secretamente al ejecutivo de los Voluntarios.

### El Alzamiento de Pascua
El 24 de abril de 1916 comenzó el alzamiento. De Valera ocupó la panificadora de Boland, en la calle Grand Canal de Dublín, siendo su tarea cubrir el sureste de la ciudad. Después de una semana de luchas, Pádraig Pearse dio la orden de rendición. De Valera fue juzgado, condenado y sentenciado a muerte, pero la sentencia fue commutada inmediatamente a la de cadena perpetua.
Su ciudadanía estadounidense contribuyó a salvarlo de forma decisiva, pero también se dieron otras circunstancias que propiciaron la conmutación de la pena:
- Fue encarcelado en una prisión diferente a los otros líderes, así que su sentencia fue retrasada por motivos prácticos. De haber sido detenido con Pádraig Pearse o James Connolly posiblemente habría sido uno de los primeros ejecutados.
- Su ciudadanía estadounidense únicamente causó un retraso en el cumplimiento de la condena, que era completamente legal. El problema consistía en averiguar si realmente era ciudadano de los Estados Unidos y las consecuencias que tendría su ejecución en lo relativo a las relaciones angloestadounidenses, puesto que el hecho de que Gran Bretaña estuviera intentando atraer a Estados Unidos a la guerra en Europa hizo la situación mucho más delicada.

Ambos retrasos provocaron su salvación. No puede excluirse que su ciudadanía lo hubiese salvado de todos modos, pero las circunstancias anteriormente mencionadas hicieron que pasara el tiempo y se empezaran a percibir los efectos negativos de las otras ejecuciones, lo que hizo que la suya se suspendiera.
Los historiadores tienen opiniones encontradas acerca de las dotes demostradas por De Valera durante el Alzamiento de Pascua. Sus partidarios afirman que demostró habilidades de liderazgo y de planificación meticulosa. Sus opositores, que sufrió algún tipo de colapso nervioso. De acuerdo con los informes de 1916, De Valera fue visto corriendo vivamente, dando órdenes contradictorias, negándose a dormir y en una ocasión, olvidar una contraseña que casi consiguió que le disparasen sus propios hombres.
Después del encarcelamiento en las prisiones de Dartmoor, Maidstone y Lewes, De Valera y sus camaradas fueron liberados bajo una amnistía en junio de 1917. Poco tiempo después, fue elegido miembro de la Cámara de los Comunes por East Clare (el distrito que representó hasta 1959) en las elecciones generales de 1918, así como presidente del Sinn Féin, el partido monárquico al que los británicos, por error, dieron la autoría del Alzamiento de Pascua y cuyo control fue asumido por los supervivientes, convirtiéndolo en un partido republicano. El presidente anterior del Sinn Féin, Arthur Griffith, había defendido una "monarquía dual anglo-irlandesa", con una Irlanda independiente gobernada separadamente de Gran Bretaña, y cuyo único enlace sería un monarca compartido. Esa era la situación con la llamada Constitución de 1782 de Henry Grattan, hasta que Irlanda se unió a Gran Bretaña para formar el Reino Unido de Gran Bretaña e Irlanda en 1800.

### Guerra de Independencia de Irlanda

#### Presidente de la Dáil Éireann
El Sinn Féin ganó por una gran mayoría la elección general de 1918, gracias a las ejecuciones de los líderes de 1916 y la amenaza del reclutamiento. Ganaron 73 de los 104 asientos irlandeses, con un 47% de los votos. Esos miembros electos del Sinn Féin, llamándose a sí mismos Teachtaí Dála, se reunieron en la Mansión House de Dublín el 21 de enero de 1919 y formaron un parlamento irlandés, conocido como la Dáil Éireann (la Asamblea de Irlanda). Un ministerio o Aireacht fue creado, bajo el liderazgo del Príomh Aire (también llamado Presidente de la Dáil Éireann) Cathal Brugha. De Valera fue de nuevo arrestado en mayo de 1918 y encarcelado, por tanto no pudo asistir a la sesión de enero de la Dáil. Se escapó de Lincoln Gaol en febrero de 1919. En la sesión de abril de la Dáil Éireann fue nombrado Príomh Aire para reemplazar a Brugha. Sin embargo, la Constitución Dáil pasó por el Dáil en 1919 dejó claro que el Príomh Aire era simplemente el primer ministro - es su traducción literal - y no un jefe de Estado completo.
Con la esperanza de asegurar el reconocimiento internacional, Seán T. O'Kelly fue enviado como mensajero a París para presentar el caso irlandés en la Conferencia de Paz, convocada por las grandes potencias al final de la Primera Guerra Mundial. Cuando estuvo claro en mayo de 1919 que esta misión no podría tener éxito, De Valera decidió visitar Estados Unidos. La visita tenía tres objetivos:
- Pedir el reconocimiento oficial de la República de Irlanda,
- conseguir un préstamo para financiar el trabajo del gobierno (y por extensión, del IRA), y
- asegurar el apoyo del pueblo de los Estados Unidos a la república irlandesa.

La visita duró desde junio de 1919 hasta diciembre de 1920 y tuvo éxito a medias. Se creó un préstamo de 5,5 millones de dólares, una cantidad que excedía las esperanzas de la Dáil. De esta suma, medio millón fue dedicado a la campaña presidencial estadounidense que ayudó a ganar mayor apoyo popular. En 1921, se mencionó que se habían gastado 1.466.000 de dólares, y no está claro cuánto dinero llegó a Irlanda. De Valera ganó un amplio apoyo popular, pero el reconocimiento oficial no llegaba y tuvo dificultades con los líderes americano-irlandeses, quienes resentían la posición dominante que había conseguido y deseaban mantener su control sobre los asuntos irlandeses en Estados Unidos.
Mientras tanto en Irlanda, el conflicto entre las autoridades británicas y la Dáil (declarada ilegal en septiembre de 1919) se extendió en la guerra de Independencia irlandesa (llamada también la Guerra Anglo-Irlandesa). El compañero largo (o An Fada t-Amadán, otro de los apodos de De Valera, debido a su gran altura, que significa el tonto largo) dejó el gobierno a Michael Collins (el gran compañero), su ministro de Finanzas de 29 años y rival.

#### Presidente de la República
En enero de 1921, la Primera Dáil se reunió tras su regreso, al mismo tiempo que surgieron los primeros movimientos que generaría la Guerra anglo-irlandesa; De Valera presentó una proposición para que el IRA dejase de usar emboscadas y otras tácticas que permitía a los británicos retratarlos como un grupo terrorista, y utilizase técnicas convencionales de combate. Esto fue inmediatamente rechazado, y le hicieron que declarase su apoyo a favor del IRA y que estaba bajo el control de la Dáil. Esto fue visto, por sus críticos, como una evidencia de que De Valera no estaba al tanto de las realidades de la lucha por la independencia. Entonces, junto a Cathal Brugha y Austin Stack, presionó a Michael Collins para que emprendiese un viaje a Estados Unidos con De Valera, con el pretexto que De Valera solo podría conseguir realizar algunas tareas. En realidad los tres pensaban que Collins extendía su autoridad demasiado. Collins resistió esta tentativa y se quedó en Irlanda. En las elecciones de mayo de 1921, los candidatos del Sinn Féin en la Irlanda del Sur no tenían oposición y aseguraron algunos escaños en el norte. Tras la tregua del 11 de julio de 1921 que finalizó la guerra, De Valera fue a ver a David Lloyd George en Londres el 14 de julio. No se alcanzó ningún acuerdo y por entonces, el parlamento del Irlanda del Norte se había reunido.
En agosto de 1921, De Valera en la Segunda Dáil cambió la Constitución de 1919, y convierte su oficina de primer ministro o presidente del gabinete al de presidente de la República. Declarándose como el equivalente irlandés al rey Jorge V, argumentó que como jefe de Estado irlandés, en la ausencia del jefe de Estado británico en las negociaciones, él tampoco asistiría a la conferencia de paz (el Tratado anglo-irlandés, octubre–diciembre de 1921). En el tratado, los participantes irlandeses y británicos llegaron al acuerdo de la independencia de 26 de los 32 condados de Irlanda, formando el Estado Libre Irlandés, mientras los otros 6 condados formaban la Irlanda del Norte, zona bajo mandato británico y protestante.
Técnicamente, Irlanda del Norte era parte del Estado Libre, pero con la opción de salir de él inmediatamente, cosa que hizo. Así pues, una comisión de frontera fue para redibujar los límites irlandeses. Los nacionalistas esperaron que el informe recomendase que las áreas nacionalistas formasen parte del Estado Libre, y de esta forma dejar a Irlanda del Norte tan pequeña que no sería económicamente viable. Un Consejo de Irlanda fue dispuesto en el Tratado como modelo para un eventual parlamento irlandés. Tanto los grupos pro y anti tratado se quejaron de la partición en los debates.

#### Tratado anglo-irlandés
Los delegados de la República a las negociaciones del tratado fueron acreditados por el presidente De Valera y su gabinete como plenipotenciarios (es decir, negociadores con autoridad legal para firmar el tratado sin necesidad de nuevo del gabinete). Sin embargo el tratado fue polémico en el asunto de la reemplazar la República (que solo era reconocida por la Unión Soviética) por un dominio en la Mancomunidad Británica de Naciones, con el rey representado por el Gobernador General del Estado Libre Irlandés. Los delegados Arthur Griffith, Robert Barton y Michael Collins apoyados por Robert Erskine Childers como secretario general establecieron su sede en el 22 de Hans Place en Knightsbridge. El 5 de diciembre de 1921 se decidió recomendar el Tratado a la Dail Eireann, que fue firmado tras las negociaciones del día 6.
De Valera obstaculizó el acuerdo, aunque sus oponentes afirmaron que había rechazado ir, porque sabía qué resultado obtendrían y no quería ser culpable. Debido a las instrucciones secretas dadas a los plenipotenciarios, De Valera se opuso a la firma del Tratado, no por el contenido, sino por el hecho de no habérsele consultado antes de firmarlo, siendo él el presidente. Su anteproyecto ideal, presentado en una sesión secreta de la Dáil y publicado en enero de 1922.
Después de que el tratado fuera estrechamente ratificado por 64 a 57, De Valera y miembros del Sinn Féin dejaron la Dáil Éireann, intentando sin éxito montar una administración republicana con un ministerio republicano. En enero de 1922, Griffith es elegido Presidente de la Dáil Éireann en su lugar. En marzo de 1922, De Valera realiza un discurso en Carrick-on-Suir diciendo que si el Tratado era aceptado podía ser necesario "caminar sobre la sangre irlandesa" para alcanzar la libertad irlandesa. Varios días después, en Thurles, repitió la imagen y añadió que el IRA "debería caminar sobre, quizás, la sangre de algunos miembros del gobierno, para conseguir la libertad irlandesa". Los opositores de De Valera afirman que se trataba de una incitación a la guerra civil, mientras que sus defensores dicen que De Valera se lamentaba del hecho que los británicos hubiesen conseguido dividir a los nacionalistas irlandeses con el Tratado.
El problema principal de De Valera con el tratado era doble. Por una parte, el Juramento de Lealtad  que era requisito realizar por el gobierno irlandés. Y en segundo lugar, De Valera estaba preocupado de que Irlanda no pudiese tener una política exterior independiente como parte de la Commonwealth cuando los británicos retuviesen varios puertos (Tratados de Puertos) alrededor de la costa irlandesa. Como un compromiso, De Valera propuso una asociación externa con el Imperio británico que dejaría la política externa en sus propias manos y una constitución republicana sin mención al monarca británico. Michael Collins estaba preparado para aceptar esta propuesta y las dos alas (defensores y opositores del Tratado) del Sinn Féin realizaron un pacto para unirse en las elecciones generales de 1922 y formar un gobierno en coalición. Sin embargo, dos días antes de las elecciones, los británicos vetaron la propuesta y la guerra civil estalló poco después a finales de junio de 1922.

#### Hostilidades
Las relaciones con el nuevo gobierno irlandés, que estaba respaldado por la mayoría de la Dáil y el electorado, y los opositores del Tratado bajo el liderazgo nominal de De Valera, entraron en la guerra civil irlandesa (28 de junio de 1922, mayo de 1923), en el que los pro-Tratado derrotaron al IRA anti-Tratado. Ambas partes habían querido evitar la guerra civil, pero las luchas comenzaron con la toma del edificio Four Courts en Dublín por parte de miembros anti-Tratado del IRA. Sin embargo, Michael Collins fue forzado a actuar contra ellos cuando Winston Churchill amenazó con volver a ocupar el país con tropas británicas si no se tomaba medidas. Cuando los combates comenzaron en Dublín entre los anti-Tratado que habían ocupado Four Courts y el nuevo ejército del Estado Libre, los republicanos apoyaron a los hombres del IRA de Four Courts y dio comienzo a la guerra civil. De Valera, aunque no tenía una posición militar, apoyó al IRA anti-Tratado o "Irregulares". El 8 de septiembre de 1922, De Valera se reunió en secreto con Richard Mulcahy en Dublín, con la intención de detener la lucha. Sin embargo, de acuerdo con De Valera, no encontraron una base para un acuerdo.
Aunque jefe nominal de los opositores al Tratado, De Valera tuvo poca influencia. No parecía estar envuelto en ningún combate ni tenía influencia en el liderazgo militar republicano, encabezado por el jefe de Estado del IRA, Liam Lynch. De Valera y los diputados anti-Tratado formaron un gobierno republicano el 25 de octubre de 1922 para "ser temporalmente el Ejecutivo Supremo de la República y el Estado, hasta el tiempo que el Parlamento de la República electo pueda reunirse libremente, o el pueblo librándose de la agresión externa estén en libertad de decidir libremente como serán gobernados". Sin embargo, no tenía autoridad real y era una sombra del gobierno republicano de la Dáil de 1919-21, que había proporcionado un gobierno alternativo al británico.
Entre las muchas tragedias de la guerra civil estuvo el asesinato de Michael Collins, jefe del Gobierno Provisional, la muerte por agotamiento de Arthur Griffith, presidente de la Dáil Éireann, la ejecución de uno de los firmantes del tratado, Robert Erskine Childers entre otros. En marzo de 1923, De Valera asistió a una reunión del IRA para decidir el futuro de la guerra. Aunque a favor de una tregua, De Valera no tenía derecho a voto y se decidió continuar las hostilidades. El 30 de mayo de 1923, después de que el nuevo Jefe del Estado del IRA, Frank Aiken, pidiera un alto el fuego y ordenara a los voluntarios "deponer las armas", muchos republicanos fueron arrestados por el Estado Libre. De Valera fue arrestado en Clare e internado hasta 1924.

### Estado Libre Irlandés: 1922 - 1937

#### Hacia la presidencia del Estado Libre
Después de que el IRA abandonase las armas, en lugar de entregarlas o continuar la infructuosa guerra, De Valera regresó a los métodos políticos. En 1924, fue arrestado en Newry por "entrar ilegalmente en Irlanda del Norte", y confinado en aislamiento durante un mes en la cárcel de Crumlin Road de Belfast. Tras la pérdida ajustada en una votación del Sinn Féin para aceptar la Constitución del Estado Libre (que contenía la abolición del Juramento de Lealtad), De Valera dimitió de la presidencia del partido. En marzo de 1926 funda un nuevo partido, el Fianna Fáil (Los soldados del destino), que dominará la política irlandesa.
El partido ganó rápidamente electorado, pero rechazó tomar el Juramento de Lealtad. Los opositores la denominaban "Juramento de Lealtad a la Corona", aunque realmente era un juramento de lealtad al Estado Libre Irlandés, con una promesa secundaria de fidelidad al Rey inglés en su papel de establecimiento en el tratado. El juramento fue en gran parte el trabajo de Michael Collins, basado en tres fuentes: los juramentos británicos en los dominios, el juramento de la Hermandad Republicana Irlandesa y un esbozo del propio De Valera para un tratado alternativo.
Comenzó así una disputa legal al desafiar el requisito de tomar el juramento, pero el asesinato del Vicepresidente del Consejo Ejecutivo Kevin O'Higgins condujo al Consejo Ejecutivo al mando de W.T. Cosgrave a introducir un proyecto de ley requiriendo a todos los candidatos de la Dáil a prometer en caso de ser elegidos que tomarían el Juramento de Lealtad. Apartado, enfrentado con la opción de permanecer fuera de la política para siempre o tomar el juramento y entrar, De Valera y sus parlamentarios tomaron el Juramento de Lealtad en 1927, declarándolo como una fórmula vacía.

#### Presidente del Consejo Ejecutivo
En las elecciones generales de 1932, el Fianna Fáil aseguró setenta y dos asientos y se convirtió en el partido más grande de la Dáil, aunque sin mayoría. El Gobernador General James McNeill designó a De Valera Presidente del Consejo Ejecutivo, el primer ministro, el 9 de marzo. Inmediatamente inició los pasos para satisfacer las promesas electorales de suprimir el juramento y retener las rentas debidas a Gran Bretaña. En venganza, los británicos impusieron sanciones económicas a las exportaciones irlandesas, y la guerra económica resultante causó una gran miseria.
El 1 de noviembre de 1932, James McNeill dejó su cargo de Gobernador General y le sucede un veterano del Alzamiento de Pascua, Domhnall Ua Buachalla. De esta manera, otro símbolo de la autoridad monárquica fue virtualmente eliminado. Para consolidar su posición frente a la oposición en la Dáil y el Seanad (senado irlandés), De Valera celebra elecciones generales en enero de 1933, ganando setenta y siete asientos y la mayoría. Bajo su dirección, el Fianna Fáil ganaría las elecciones generales de 1937, 1938, 1943 y 1944.
De Valera asumió el peso de la política exterior de Irlanda actuando como su propio ministro de asuntos exteriores. De esa manera, asistió a las reuniones de la Sociedad de Naciones. Fue Presidente del Consejo en 1932 y apeló para la adhesión de sus miembros a los principios del Convenio de la Sociedad. En 1934 apoyó la entrada de la Unión Soviética a la Sociedad. En septiembre de 1938 fue elegido decimonoveno Presidente de la Asamblea de la Sociedad, un tributo al reconocimiento internacional que había ganado por su postura independiente en cuestiones mundiales.

#### Bunreacht na hÉireann
Durante los años 1930, De Valera había despojado sistemáticamente la constitución del Estado Libre Irlandés redactada por un comité bajo la presidencia nominal de su gran rival, Michael Collins. Se cree que De Valera solo había podido hacerlo debido a tres razones:
- Aunque la Constitución de 1922 había establecido un plebiscito confirmatorio a los ocho años de su entrada en vigor, el gobierno del Estado Libre de  W.T. Cosgrave amplió ese plazo a dieciséis años, lo que supuso que, hasta 1938, la Constitución pudo ser modificada por la aprobación de un simple Acto de Enmienda Constitucional por parte del Oireachtas (parlamento nacional).
- Mientras en teoría el Gobernador General del Estado Libre podría reservar o denegar la Sanción Real a cualquier legislación, en la práctica el poder de aconsejar al gobernador general de hacerlo a partir de 1927 no recaía en el gobierno británico en Londres, sino el Gobierno de su Majestad del Estado Libre, lo que significaba que la Sanción Real era concedida a la legislación; el gobierno difícilmente aconsejaría al Gobernador General de bloquear la promulgación de sus propias leyes.
- La constitución había estado en armonía con las cláusulas del tratado anglo-irlandés, la ley esencial del estado. Sin embargo, este requisito fue eliminado al poco tiempo de ganar el poder De Valera. De esa forma, con todas las restricciones y medidas, que preservaba el establecimiento tratado, eliminadas, De Valera tenía libertad de cambiar la constitución de 1922 a voluntad.

El Juramento de Lealtad fue suprimido, al igual que las súplicas al Comité Judicial del Consejo Privado. El senado, controlado por la oposición, cuando protestaron por estas medidas fue también abolido. Y finalmente, en diciembre de 1936, De Valera utilizó la abdicación repentina del rey Eduardo VIII de varios de sus reinos, incluyendo el de Rey de Irlanda, para aprobar dos leyes. Una enmendaba la constitución para borrar toda mención del Rey y del Gobernador General; la otra, devolvía al Rey, esta vez como ley estatutoria, para usarlo en representación del Estado Libre a nivel diplomático.
En 1931, el parlamento británico había aprobado el Estatuto de Westminster, que establecía un estado igual legislativo en los dominios autogobernados del Imperio británico, incluyendo el Estado Libre Irlandés, y el Reino Unido. Aunque muchos vínculos constitucionales se mantenían, esto ha sido visto como el momento en el que los dominios se convirtieron en estados soberanos.
En julio de 1936, De Valera, como primer ministro irlandés del Rey, escribió al Rey Eduardo indicándole que había planeado presentar una nueva constitución. La parte central era la creación de una oficina que De Valera nombraría como Presidente del Saorstát Éireann, que reemplazaría a la del Gobernador General. El título cambió finalmente de Presidente del Saorstát Éireann (Uachtarán Shaorstát Éireann) a Presidente de Irlanda (Uachtarán na hÉireann), pero seguiría siendo el rasgo central de su nueva constitución, que en irlandés la llamó Bunreacht na hÉireann (literalmente, Constitución de Irlanda).
La nueva constitución incorporó un proceso llamado Autoctonía Constitucional, es decir, la reivindicación del nacionalismo legal. En varios niveles, contenía los símbolos dominantes para señalar la independencia republicana de Gran Bretaña. Estos incluían:
- un nuevo nombre para el estado, Éire;
- una demanda de que la isla de Irlanda era una unidad territorial nacional natural y desafiada por el establecimiento de la partición de Gran Bretaña en 1920;
- un nuevo "Presidente de Irlanda" elegido por el pueblo para reemplazar al Rey y la Corona británicas y al Gobernador General irlandés designado.
- el reconocimiento de la "posición especial" del catolicismo, el cual había sido suprimido y discriminado;
- el reconocimiento de matrimonio como concepto católico, que excluía el divorcio, algo que fue culturalmente asociado al protestantismo inglés (por ejemplo, Enrique VIII), pero que no era aceptado dentro del catolicismo;
- la declaración del idioma irlandés como lengua oficial de la nación, junto al inglés;
- el uso de términos irlandeses para recalcar la cultura e historia propias (como Uachtarán, Taoiseach, Tánaiste, Rialtas, Dáil, Seanad, etc.)

Como en muchas de las políticas de De Valera, lo anterior era más aparente que real.
- Con toda la retórica contra la partición de la isla, se mantuvo como una realidad legal;
- durante la mayoría de su existencia, el presidente elegido popularmente nunca fue elegido de tal manera sino escogido por los partidos políticos. Además, los poderes clave que definía quien era el jefe de Gobierno (como ser el representante internacional del estado a nivel diplomático) fueron poseídos por el "Rey de Irlanda" (siendo el Jorge VI proclamado y continuó siéndolo hasta la declaración de la república en abril de 1949);
- la "posición especial" de la Iglesia católica fue una frase constitucional sin sentido. En algunas partes de la constitución eran bastante radicales y distintivamente no católicas en su día. Por esa razón, el Papa Pío XI se negó a apoyar su adopción;
- las características de la familia "católica" se enfocaron en la constitución exactamente reflejando la mayoría de las creencias protestantes (exceptuando el divorcio) de la isla, como la Iglesia de Irlanda y la Iglesia Presbiteriana;
- aunque dada la superioridad simbólica, el irlandés seguía siendo un idioma minoritario y en retroceso. En contraste, la segunda lengua oficial, el inglés, era la mayoritaria.

Así para todos los símbolos de la autoctonía constitucional, el estado irlandés no fue tan católico, nacionalista, gaélico o libre de la Corona como De Valera intentó sugerir.
Irlanda fue declarada como República en 1948 por John A. Costello en un tiempo en el que De Valera estaba en la oposición e Irlanda dejaba de ser parte de la Commonwealth el 18 de abril de 1949. La Éire de 26 condados dejó la Commonwealth y se convirtió en la República de Irlanda, cortando así los últimos lazos con los británicos.

### Neutralidad en la Segunda Guerra Mundial
El interés de Alemania por Irlanda antes y en los primeros años de la Segunda Guerra Mundial (llamada La Emergencia en el Estado Libre) incluía la investigación de si el IRA podría ser usado contra el Reino Unido, el estudio de las ventajas tácticas de invadir Irlanda, y de la negociación con el gobierno irlandés. Alemania cortejó al gobierno irlandés, antes y durante la guerra, pero  con poco éxito. De Valera mantuvo el Estado Libre neutral durante la contienda. El servicio de inteligencia británico tuvo más que un interés pasajero en sus hechos y paraderos. Mientras que la neutralidad de Estados Unidos terminaba con el ataque a Pearl Harbor, la neutralidad irlandesa se mantenía hasta el final de la guerra. Tanto la posibilidad de una invasión alemana y una invasión británica fueron discutidas en la Dáil.
Necesitando el apoyo irlandés y sus instalaciones tras la invasión de Francia, el Reino Unido hizo un ofrecimiento de unidad irlandesa en junio de 1940. Los términos finales fueron firmados por Neville Chamberlain el 28 de junio de 1940 y enviados a De Valera. Tras su rechazo, los gobiernos de Londres y Dublín no publicaron el asunto. Se proponía que Irlanda (descrita como Éire) se uniría efectivamente a los aliados contra Alemania permitiendo a los buques británicos utilizar sus puertos, internando a alemanes e italianos, estableciendo un consejo de defensa conjunto y permitiendo los sobrevuelos. No se requería una declaración de guerra formal.
A cambio, las fuerzas británicas e irlandesas cooperarían en caso de que ocurriera una invasión alemana. Londres declararía  que aceptó "el principio de una Irlanda Unida" en forma de una garantía "que la Unión debe convertirse en una fecha temprana en un hecho realizado que no tendría vuelta atrás". A pesar del deseo de De Valera por una Irlanda unida, el ofrecimiento fue rechazado principalmente a causa de la situación militar excepcional a mediados de los años 1940.
La neutralidad irlandesa tenía algunas características que la hacían única:
- El gobierno irlandés ayudó secretamente al lado aliado; por ejemplo, la sincronización del día D fue decidida gracias a los informes meteorológicos provistos por Irlanda que contaba las condiciones del tiempo en el Atlántico.
- El gobierno irlandés también permitió a los aviones británicos volar hacia la base aérea en el Castillo Archdale en Lough Erne (Condado de Fermanagh) a través de Donegal al Atlántico. La franja de veinte millas, denominada a menudo como "el corredor Bundoran", tenía mucho tráfico aéreo debido a la búsqueda de buques y u-boots alemanes.
- El gobierno irlandés permitió al embajador alemán Eduard Hempel mantener un transmisor de radio que fue utilizado para hacer informes meteorológicos, movimientos de tropas y los efectos de los bombardeos sobre el Reino Unido hasta 1943.
- Se creó un mecanismo para permitir que los aviadores aliados que se estrellaban en el Estado Libre regresaran al combate tras cruzar la frontera. Se había creado una distinción entre vuelos operacionales y no operacionales. La mayoría de los vuelos aliados eran tratados como no operacionales, mientras que los alemanes fueron tratados como operacionales y sus pilotos internados durante la guerra.
- Unos cuarenta y cinco mil hombres del Estado Libre se unieron voluntariamente a las fuerzas aliadas, sin interferencia del gobierno, que unos años antes había prohibido a los irlandeses entrar en la guerra civil española.
- Con motivo de la muerte de Adolf Hitler, De Valera hizo una visita a Eduard Hempel, embajador alemán en Dublín, para expresar su pésame sobre la muerte del Führer.[14] Junto con el presidente Douglas Hyde, De Valera fue el único jefe de Gobierno en expresar condolencias. Con las noticias del Holocausto, la acción de De Valera fue criticada mundialmente, aunque afirmó que se trataba en una cortesía a la nación alemana y al Dr. Hempel personalmente.[15][16]
- La conducta del gobierno de De Valera con los refugiados judíos que huían del Holocausto es también controvertida. El ministro de Justicia Michael McDowell describió posteriormente el tratamiento con los refugiados judíos como "antipática, hostil e insensible". Mervyn O'Driscoll de la University College Cork dijo que las barreras oficiales y no oficiales que impidieron a los judíos buscar refugio en Irlanda: "aunque el antisemitismo patente era atípico, los irlandeses eran indiferentes a la persecución nazi de los judíos y aquellos que huían del tercer Reich". Sin embargo, esta actitud sobre los refugiados judíos difería poco en otros gobiernos occidentales, ejemplificado en el fracaso de la Conferencia de Evian (1938), que no estuvieron dispuestos a admitir que los judíos huían del nazismo.
- Se ha señalado que De Valera ayudó a criminales de guerra nazis a buscar asilo en Irlanda.[17][18]

La no neutralidad hubiera significado el apoyo para Alemania o Reino Unido. Ni uno ni otro era particularmente atrayente y cualquiera hubiera derivado en un incremento de problemas. Una alianza con los alemanes arriesgaba una invasión segura por parte de los británicos. En el lado opuesto, el pacto con Gran Bretaña produciría una inestabilidad política interna. La política de neutralidad probablemente permitió a De Valera mantener una unidad política con la oposición. Algo que no hubiese sido posible con una apertura clara hacia los Aliados, que hubiese provocado al IRA. De Valera había confinado a cientos de hombres del IRA durante la guerra y no vacilaba en ejecutar presos del IRA como medida de ejemplo. Temía que las acciones del IRA provocara que los británicos cruzaran la frontera.
Algunos historiadores argumentan que la neutralidad irlandesa era la mejor táctica para los Aliados. Se creía que Irlanda, debido a su ejército pequeño y su costa expuesta sería un eslabón débil para los Aliados, convirtiéndose en un objetivo de invasión por Alemania. En contra, como estado neutral, un ataque de los alemanes a Irlanda hubiera enfurecido a los irlandeses americanos y posiblemente aumentado la presión para que los Estados Unidos se uniesen a la guerra. Los cálculos de De Valera parecían ser que, a comienzos de la guerra, la neutralidad ofrecía más protección de una invasión alemana que unirse a los Aliados.
En 2005 se liberaron documentos de la Oficina de Registro Pública sobre los contactos de De Valera y un oficial del MI5 británico de 1942 sobre la unión del Estado Libre Irlandés a los Aliados, que fue rechazada por De Valera. Los detalles de las reuniones no fueron divulgados, pero se creía que se ofreció una oferta sobre el estado de Irlanda del Norte.
La República de Irlanda no se ha disculpado de la respuesta de De Valera por la muerte de Hitler, que puede ser vista como un escándalo, pero de hecho está en línea con su política actual de neutralidad. A diferencia, Suecia y Suiza expulsaron sus diplomáticos alemanes en mayo de 1945. Cuando se preguntó, a la presidenta de la República de Irlanda Mary McAleese declinó decir que hubiese tiempo para una disculpa. Sir John Maffey, el entonces representante británico, comentó que las acciones de De Valera fueron "desacertadas pero matemáticamente consistentes".

### Posguerra
Tras la victoria aliada en Europa, el ministro inglés Winston Churchill lanzó a través de la radio un duro ataque a la política de neutralidad de Irlanda. La réplica de De Valera, también radiada, le hizo ganar el respeto y la simpatía en la isla incluso de sus mayores oponentes. En ella, De Valera mostraba cierta autocrítica a sus conductas pasadas, dando a entender que ya no era más el exaltado de 1921, y que no incurriría en los mismos errores.
Tras la Emergencia, la posición dominante de Fianna Fáil empezó a debilitarse. En 1948, el primer gobierno multipartito, liderado por el Fine Gael, desalojó a De Valera como Taoiseach, ocupando el puesto John A. Costello. Ahora como oposición, De Valera emprendió una campaña sobre la cuestión de Irlanda del Norte. Costello declaró la República y el 18 de abril de 1949, el Estado Libre Irlandés dejó la Commonwealth.
En 1951, regresó al poder pero sin una mayoría total. Siendo de nuevo Taoiseach, el equipo de gobierno estaba formado por los mismos que en 1932. Sin nuevas ideas, volvió a ser derrotado por un gobierno de coalición en las elecciones generales de 1954; aunque, como la primera vez, estos solo duraron 3 años. En las elecciones de 1957, un De Valera de 75 años ganó con mayoría absoluta. Este fue el comienzo de un período de 16 años en el poder para su partido. En 1959 dejó el cargo de Taoiseach a su sucesor Seán Lemass.
En junio de 1959 De Valera fue elegido Presidente de Irlanda, en sucesión a Seán T. O'Kelly; y también su último intento de reformar la constitución para incluir la representación proporcional como reemplazo al voto directo. En esa época, De Valera estaba totalmente ciego, ocultando el hecho con la ayuda de un asistente que le susurraba a De Valera instrucciones como el número de escalones o donde mirar. Como Presidente recibió a visitantes de renombre, entre ellos a los presidentes Charles de Gaulle o John F. Kennedy.
En 1966 evitó la derrota durante la reelección a la presidencia por un ajustado margen frente al candidato del Fine Gael, Tom O'Higgins. Aunque De Valera ganó las elecciones (por aproximadamente un 1% de un millón de votos), desarrolló una aversión profunda y desconfianza a su director de campaña, el ministro de Agricultura y futuro Taoiseach Charles J. Haughey. Advirtió a sus colegas que Haughey "destruiría el partido", un análisis que de hecho se acercó a la realidad, pues casi destruye al Fianna Fáil en la década de 1980, debido a problemas de corrupción y delitos fiscales.
De Valera terminó su presidencia en 1973, a la edad de 91 años, el entonces el más anciano jefe de Estado. Durante su carrera en la vida pública recibió numerosos honores. Fue elegido rector de la Universidad Nacional de Irlanda en 1921, manteniendo ese cargo hasta su muerte. El Papa Juan XXIII le otorgó la Orden de Cristo. Fue admitido 1968 en la Royal Society, y recibió numerosos honores como reconocimiento a su interés por las matemáticas. También fue miembro del Parlamento de Irlanda del Norte (por el Condado de Down desde 1921 a 1929 y por el de South Down, 1933 a 1937). En 1973 se retira de su cargo de presidente, tras 14 años, el máximo tiempo permitido.
El 29 de agosto de 1975 Eamon de Valera falleció en Blackrock, Condado de Dublín. Su esposa, Sinéad de Valera había muerto en enero de ese año, en la víspera de su 65.º aniversario. Fue enterrado en el cementerio Glasnevin de Dublín.

### Críticas
De Valera fue criticado por convertirse en copropietario de uno de los grupos periodísticos más influyentes de Irlanda, Irish Press Newspapers, fundado por numerosos pequeños inversores que no recibieron dividendos durante décadas. También fue objeto de crítica por mantener la isla bajo la influencia del conservadurismo católico. También rechazó demandas como hacer del catolicismo la religión del estado, o apoyar a Franco durante la guerra civil española. Su papel en la historia irlandesa no ha sido visto inequívocamente como positivo por los historiadores. En una reciente biografía controvertida se alega que sus faltas sobrepasan a sus éxitos, y mientras su reputación va declinando, la de su gran rival, Michael Collins, aumenta.
Un fallo importante fue su intento en revertir la previsión de la Constitución de 1937 en relación con el sistema electoral. En su retirada como Taoiseach de 1959, propuso que el sistema de representación proporcional consagrado en esa constitución debía ser sustituido. En un referéndum constitucional para ratificarlo fue derrotado por el pueblo.
Su perspectiva idealista como líder posrevolucionario tuvo como consecuencia un estancamiento nacional durante sus mandatos como Taoiseach y líder de la oposición. Garret FitzGerald resumió su último periodo como Taoiseach como un "estancamiento económico total marcó los últimos siete años de De Valera como líder de su partido".
Desde la creación del estado, un De Valera ha servido en la Dáil Éireann. Con Éamon de Valera hasta 1959, siguió su hijo Vivion de Valera entre 1945 a 1981 y sus nietos Éamon Ó Cuív y Síle de Valera como actuales miembros de la cámara.

## Carrera política
| Predecesor: Cathal Brugha                                                | Presidente de la Dáil Éireann 1919 - 1921                              | Sucesor: Él mismo (Presidente de Irlanda)          |
| Predecesor: Presidente de la Dáil Éireann Seán T. O'Kelly                | Presidente de Irlanda 1921 - 1922 1959 - 1973                          | Sucesor: Arthur Griffith Erskine Hamilton Childers |
| Predecesor: William T. Cosgrave                                          | Presidente del Consejo Ejecutivo del Estado Libre Irlandés 1932 - 1937 | Sucesor: Él mismo como Taoiseach                   |
| Predecesor: Él mismo (Presidente del Consejo Ejecutivo) John A. Costello | Taoiseach de Irlanda 1937 - 1948 1951 - 1954 1957 - 1959               | Sucesor: John A. Costello Sean Lemass              |

## Matemática
Aunque fue considerado un matemático "aburrido", su carrera como matemático comenzó en el Trinity College de Dublín.